# Beesenstedt
Beesenstedt is een plaats en voormalige gemeente in de Duitse deelstaat Saksen-Anhalt, en maakt deel uit van de Landkreis Saalekreis.

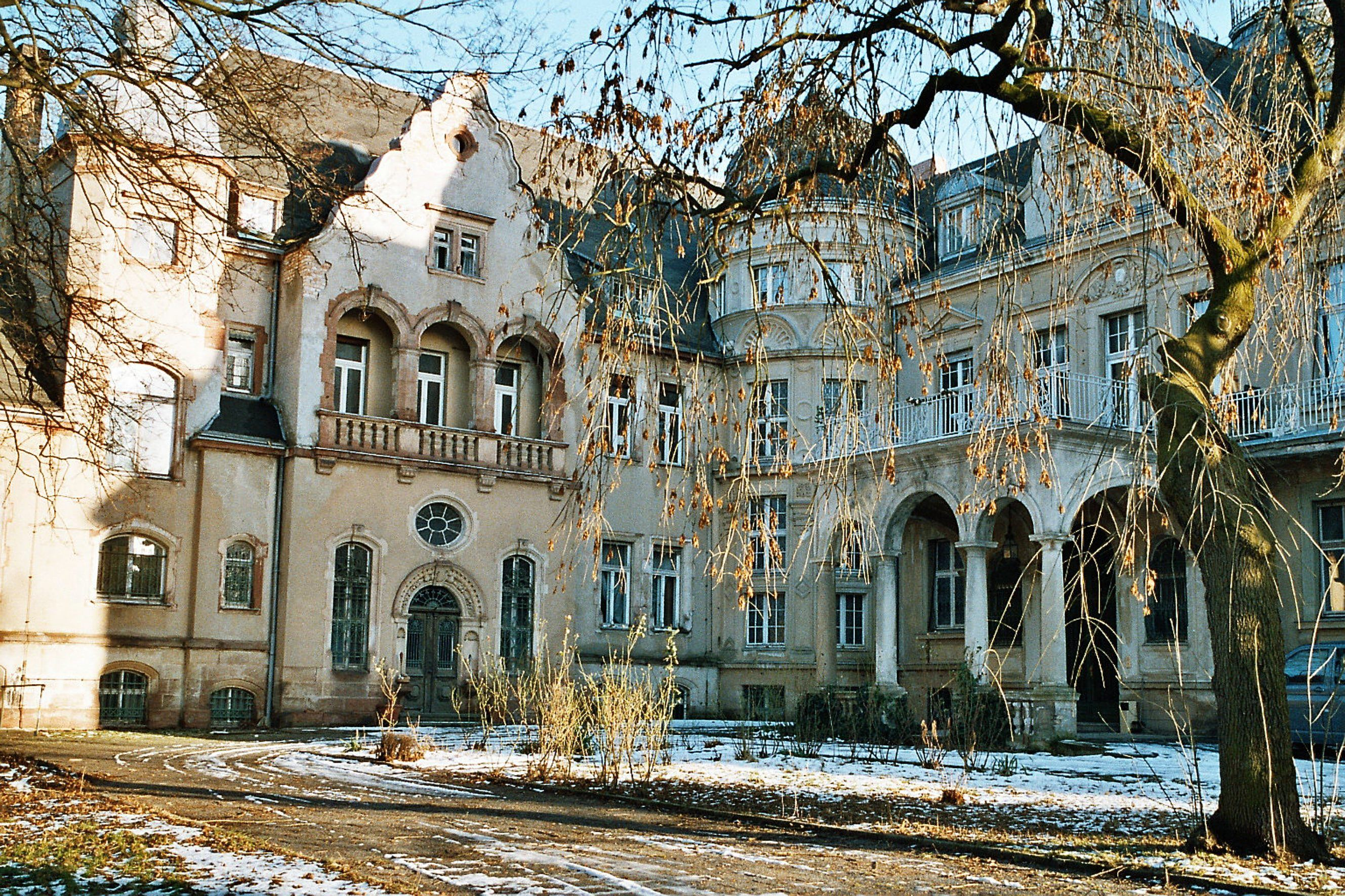
Slot Beesenstedt

Beesenstedt telt 1.311 inwoners.